# Kawasaki Z 1000 SX
Die Kawasaki Z 1000 SX ist ein Motorrad des japanischen Fahrzeugherstellers Kawasaki. Der Sporttourer wurde am 1. Oktober 2010 auf der Zweiradmesse Intermot in Köln präsentiert und wird in Akashi gefertigt.

## Konstruktion
Motor und Antriebsstrang, Rahmen und Ergonomie, Schwingarm und Bremsen wurden von dem Naked Bike Kawasaki Z 1000 (Werkscode ZRT00D) übernommen. Der Kraftstofftank wurde von 15 auf 19 Litern erweitert, die Übersetzung etwas länger ausgelegt. Das Suffix SX steht für special extra, der Werkscode lautet ZXT00G.

### Antrieb
Der flüssigkeitsgekühlte Vierzylindermotor erzeugt seit 2013 aus 1043 cm³ Hubraum eine Nennleistung von 105 kW (143 PS) und ein maximales Drehmoment von 111 Nm bei einer Drehzahl von 7300 min−1. Die vier Zylinder haben eine Bohrung von 77 mm Durchmesser, die Kolben einen Hub von 56 mm bei einem Verdichtungsverhältnis von 11,8:1. Im Zylinderkopf rotieren zwei kettengetriebene, obenliegende Nockenwellen (DOHC), welche über Tassenstößel zwei Einlass- und zwei Auslassventile ansteuern. Eine Ausgleichswelle reduziert Vibrationen des Viertaktmotors. Eine Druckumlaufschmierung pumpt das Motoröl vom Nasssumpf zu den Lagern und Zylindern.
Das Motorrad beschleunigt in 3,3 Sekunden von 0 auf 100 km/h und erreicht eine Höchstgeschwindigkeit von 247 km/h.

### Kraftübertragung
Der Primärantrieb erfolgt über Zahnräder. Die mechanisch betätigte Mehrscheibenkupplung läuft im Ölbad und trennt den Motor vom Sechsgang-Getriebe. Im Sekundärantrieb verbindet eine O-Ring-Kette die Getriebeausgangswelle mit der Hinterachse.

### Elektrische Anlage
Die Starterbatterie hat eine Kapazität von 8 Amperestunden und versorgt den elektrischen Anlasser. Die Lichtmaschine erzeugt eine elektrische Leistung von 336 Watt. In die Frontverkleidung ist ein Doppelscheinwerfer für Fern- und Abblendlicht und die Fahrtrichtungsanzeiger integriert, die Rück- und Bremsleuchte ist in LED-Technik ausgeführt. Im Cockpit informiert rechts vom analogen Drehzahlmesser eine Flüssigkristallanzeige über Geschwindigkeit, Kraftstoffvorrat und Wegstrecke. Eine Gang- und Temperaturanzeige sowie eine Bordspannungssteckdose gibt es nicht. Im 2017er Modell wurde eine Ganganzeige integriert, ebenso eine Umgebungstemperaturanzeige. Optional ist nun auch eine 12-Volt-Bordnetzdose wählbar.

### Kraftstoffversorgung
Der Kraftstofftank hat ein Volumen von 19 Liter. Der durchschnittliche Kraftstoffverbrauch beträgt 6,2 Liter auf 100 km. Die theoretische Reichweite liegt bei 327 km. Der Hersteller empfiehlt die Verwendung von bleifreiem Motorenbenzin mit einer Klopffestigkeit von mindestens 95 Oktan. Ein geregelter Drei-Wege-Katalysator mit Sekundärluftsystem senkt den Schadstoffausstoß unter die Grenzwerte der Abgasnorm Euro-3. Die 4-2-4-Auspuffanlage mündet auf beiden Seiten der Hinterradschwinge in vier Endschalldämpfer.

### Fahrwerk
Das Fahrwerk baut auf einem Doppelprofil-Rückgratrahmen aus Aluminium auf und hat hinten eine Zweiarmschwinge, ebenfalls aus Aluminium. Das Vorderrad wird von einer UpsideDown-Teleskopgabel mit 41 mm Standrohrdurchmesser geführt. Am Vorderreifen verzögert eine Doppelscheibenbremse mit Vier-Kolben-Festsättel von Tokico, hinten eine Scheibenbremse mit Ein-Kolben-Schwimmsattel. Das Federbein wurde von der Kawasaki ZX-10R übernommen und ist in der Zugstufe und Federbasis einstellbar. Ein Antiblockiersystem mit Überschlagschutz von Bosch unterstützt die Verzögerung an beiden Bremsen. Um von 100 km/h in den Stand abzubremsen, benötigt das Motorrad einen Bremsweg von 39,7 Meter bei einer durchschnittlichen Bremsverzögerung von 9,5 m/s².
Eine abschaltbare, dreistufige Traktionskontrolle (engl. Kawasaki Traction Control, KTRC) verhindert das Durchdrehen des Hinterrads. Das Leergewicht beträgt 231 kg, die maximale Zuladung 183 kg. Der Lenkkopf hat einen steilen Winkel von 65,5 Grad. Der kurze Radstand von 1445 mm und Nachlauf von 102 mm führt zu einem agilen Fahrzeugverhalten, zumal die Fahrzeugmassen kompakt und zentral am Schwerpunkt platziert sind.
Das Motorrad wird in den drei Farben Candy Lime Green (Grün), Metallic Spark Black (Schwarz) und Metallic Graphite Gray (Anthrazit) angeboten.

### Marktsituation
Motorräder mit vergleichbarer Motorcharakteristik und Fahrwerksgeometrie und weniger als einem Liter Hubraum sind die Sporttourer Honda CBF1000F, Suzuki GSX-S1000F, BMW F 800 GT und die Honda VFR800F.

## Kritiken
„Sowohl Gabel als auch Federbein machen ihre Arbeit fast optimal und stellen einen sehr gelungenen Kompromiß zwischen Komfort und Sport dar. Dem Extremsportler mag sie zu weich sein, dem Extremtourer zu hart. Für den täglichen – gerne auch sportlichen – Einsatz ist die Abstimmung bestens geeignet.“

„Sportliches Touren mit potenter Fahrdynamik und ausgewogenen Fahreigenschaften sind in einer solchen Harmonie selten zu finden. Viele Touren-Motorräder sind zu behäbig und die meisten Sport-Bikes nicht komfortabel genug. Insofern füllt die Kawasaki Z1000SX eine echte Lücke.“

„Die Grünen haben sich mit der Z 1000 SX einfach eine eigene Nische geschaffen, eine Art Supersporttourer. Optisch ist sie nah an den aktuellen Ninjas. Dank Z 1000-Technik ist die SX sehr kräftig, mit 231 Kilo vollgetankt nicht zu schwer und trotz 190er Hinterrad handlich.“

„Je nach Straßen- und Beladungszustand lupft die Kawa mal leicht den Hinterreifen, mal kommt spürbar Bewegung in den Vorderreifen. Ausprobieren, und nach drei Versuchen hat man sich dran gewöhnt. Genau wie ans gute Handling. Dabei bevorzugt die Kawasaki Z 1000 SX den klassischen Kurvenstil: verzögern, einlenken, rum. Wer sich nicht dranhält und in Schräglage zur radialen Bremspumpe greift, muss sich auf ein gehöriges Aufstellmoment gefasst machen.“